# Orchestre des Champs-Élysées
L'Orchestre des Champs-Élysées è un'orchestra parigina fondata nel 1991, specializzata nell'esecuzione storicamente informata su strumenti d'epoca della musica che va dalla metà del XVIII secolo fino agli inizi del XX secolo, più o meno dagli inizi della produzione di Franz Joseph Haydn a quella di Gustav Mahler.
L'orchestra è artista in sede presso il Théâtre des Champs-Élysées di Parigi. Ha tenuto concerti in molte sale, tra le quali il Concertgebouw, il Musikverein, il Barbican Centre, l'Alte Oper, la Philharmonie Berlin, il Gasteig, il Gewandhaus, il Lincoln Center e il Parco della Musica.
La direzione artistica è di Philippe Herreweghe, che è anche il direttore principale. Tra i direttori ospiti, l'orchestra ha lavorato con Daniel Harding, Louis Langrée, Christian Zacharias, Heinz Holliger, Christophe Coin e René Jacobs.

## Discografia
- 1993 - Wolfgang Amadeus Mozart, Grande messe en ut mineur (Harmonia Mundi)
- 1995 - Hector Berlioz, Nuits d'été / Herminie (Harmonia Mundi)
- 1995 - Gioachino Rossini: Zelmira (Titanic)
- 1996 - Felix Mendelssohn, Paulus (Harmonia Mundi)
- 1996 - Johannes Brahms, Ein Deutsches Requiem (Harmonia Mundi)
- 1996 - Ludwig van Beethoven, Missa Solemnis (Harmonia Mundi)
- 1996 - Wolfgang Amadeus Mozart, Requiem (Harmonia Mundi)
- 1997 - Robert Schumann, Concerto pour violoncelle / Concerto pour piano (Harmonia Mundi)
- 1998 - Robert Schumann, Scènes de Faust (Harmonia Mundi)
- 1999 - Ludwig van Beethoven, Symphonie N.9 (Harmonia Mundi)
- 2002 - Gabriel Fauré / César Franck, Requiem /Symphonie en RÉ (Harmonia Mundi)
- 2003 - Felix Mendelssohn, Elias (SRI Canada)
- 2003 - Franz Schubert / Felix Mendelssohn, Messe en la bémol / Psaume 42 (Harmonia Mundi)
- 2004 - Anton Bruckner, Symphonie N° 7 (Harmonia Mundi)
- 2004 - Robert Schumann, Symphonies N.2 & N.4 (Harmonia Mundi)
- 2006 - Gustav Mahler, Des Knaben Wunderhorn  (Harmonia Mundi)
- 2007 - Robert Schumann, Symphonies N° 1 & N° 3 (Harmonia Mundi)
- 2008 - Anton Bruckner, Messe N° 3 en fa mineur (Harmonia Mundi)
- 2009 - Anton Bruckner, Symphonie N° 5 (Harmonia Mundi)
- 2009 - Ludwig van Beethoven, Intégrale des œuvres pour violon et orchestre (Naïve)
- 2011 - Gustav Mahler, Symphonie N.4 (Harmonia Mundi)
- 2011 - Hector Berlioz, L'Enfance du Christ (Harmonia Mundi)
- 2012 - Felix Mendelssohn, Le Songe d'une nuit d'été / Les Hébrides (Harmonia Mundi)
- 2012 - Joseph Haydn: Violin Concertos (Archiv/Deutsche Grammophon)
- 2012 - Johannes Brahms,  Werke für Chor und Orchester  (Phi)
- 2013 - Anton Bruckner, Symphonie N° 4 "Romantique" (Harmonia Mundi)
- 2013 - Wolfgang Amadeus Mozart, Gran Partita K.361 / Sérénade pour vents K.388 (Harmonia Mundi)
- 2013 - Wolfgang Amadeus Mozart, The last symphonies (Phi)